# Francesco Negri (grammairien)
 (juillet 2022).
Pour les articles homonymes, voir Negri.
Francesco Negri est un grammairien italien de la Renaissance.

## Biographie
Francesco Negri naquit à Venise en 1452. Il fit ses études à l’Université de Padoue et il y reçut le laurier doctoral dans la faculté des arts. Ayant embrassé l’état ecclésiastique, il cultiva les sciences et les lettres avec zèle, et, après avoir donné des leçons de littérature et de mathématiques tant à Venise qu’à Padoue, il fut attaché comme précepteur au cardinal Hippolyte d’Este l’ancien. Tiraboschi (Storia della letterat. ital., t. 5, p. 1077) conjecture que c’est notre grammairien que l'Arioste a loué dans l’Orlando furioso. On lui doit la première édition du traité d’astronomie de Julius Firmicus Maternus, dont il avait rapporté le manuscrit en Italie, Venise, Alde, 1499 ; elle est précédée d’une lettre à son disciple, le cardinal d’Este, datée de Ferrare, 1497, par laquelle on voit que Negri partageait toutes les erreurs de son temps sur l’astrologie judiciaire. Il a prolongé sa carrière jusque dans les premières années du XVIe siècle ; mais on n’a pu découvrir la date de sa mort.

## Œuvres
On cite de lui quelques pièces de vers latins, entre autres un épithalame pour le mariage de l’archiduc Sigismond, et une épigramme imprimée à la fin de la Theorica planetarum de Gérard de Crémone, Bologne, 1489 ; et des Lettres disséminées dans les ouvrages de ses amis et de ses protecteurs. Enfin on a de lui :
- Grammatica latina, Venise, 1480, in-4° ; édition rare et recherchée des curieux ; l’auteur a dédié son ouvrage à Leonardo Botta, ambassadeur du duc de Milan près le Sénat de Venise.
- Opusculum scribendi epistolas seu modus epistolandi, ibid., 1488, in-4°, 1re édit. Ce petit traité de l’art épistolaire a été réimprimé plus de vingt fois en Italie, en Allemagne et en France, dans les dernières années du 15e siècle (voy. Panzer, Annal. typogr.).
- Regulæ elegantiarum, Paris, 1498, in-4°, avec un commentaire de Josse Clichtove, ibid., 1501 ; Bâle, 1520, etc., même format.